# Правило де Кандоля — Воллеса

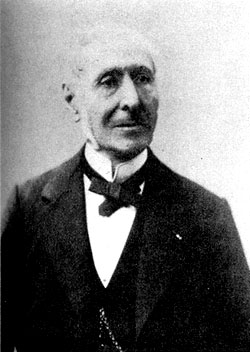
Альфонс Піраме де Кандоль

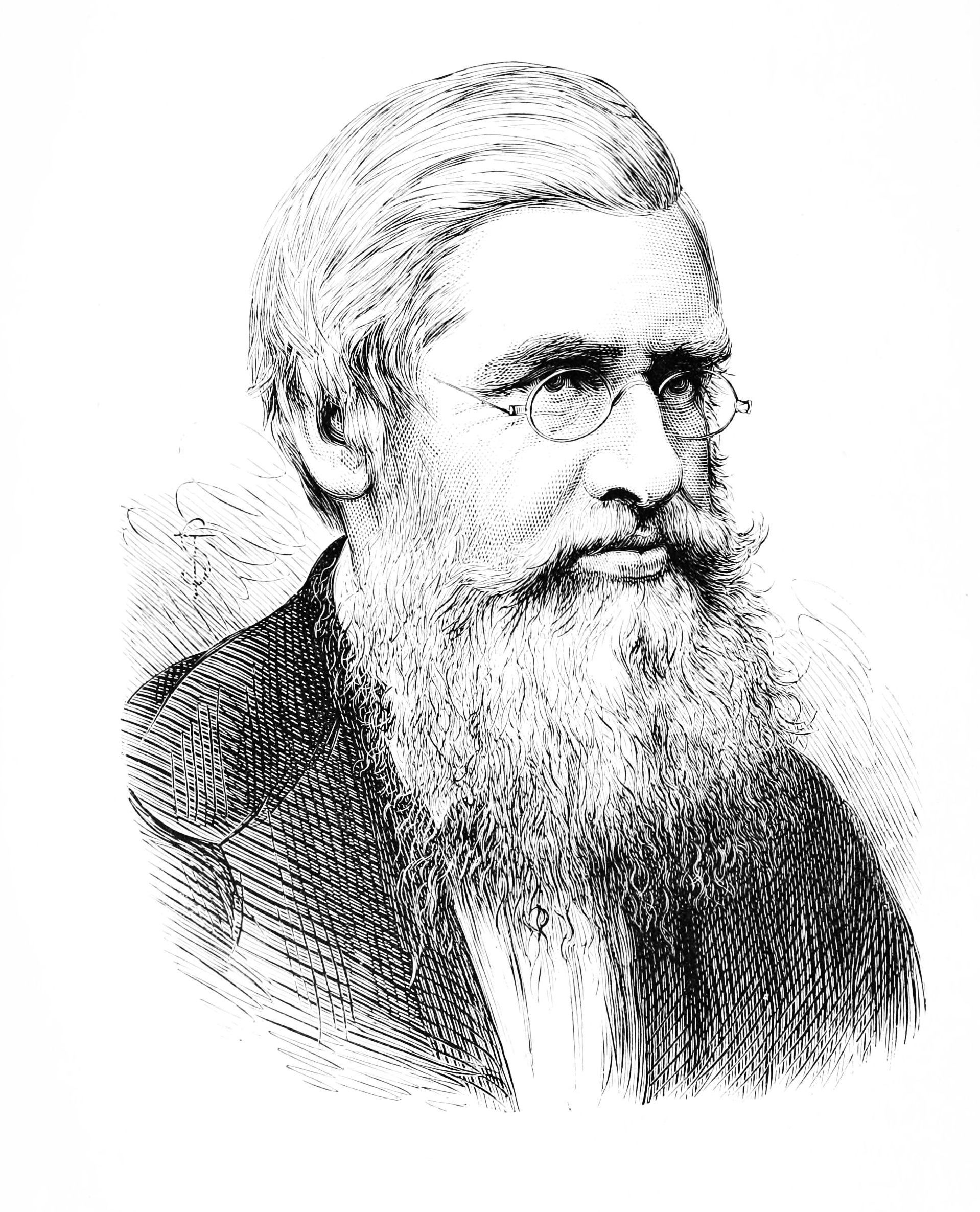
Альфред Рассел Воллес

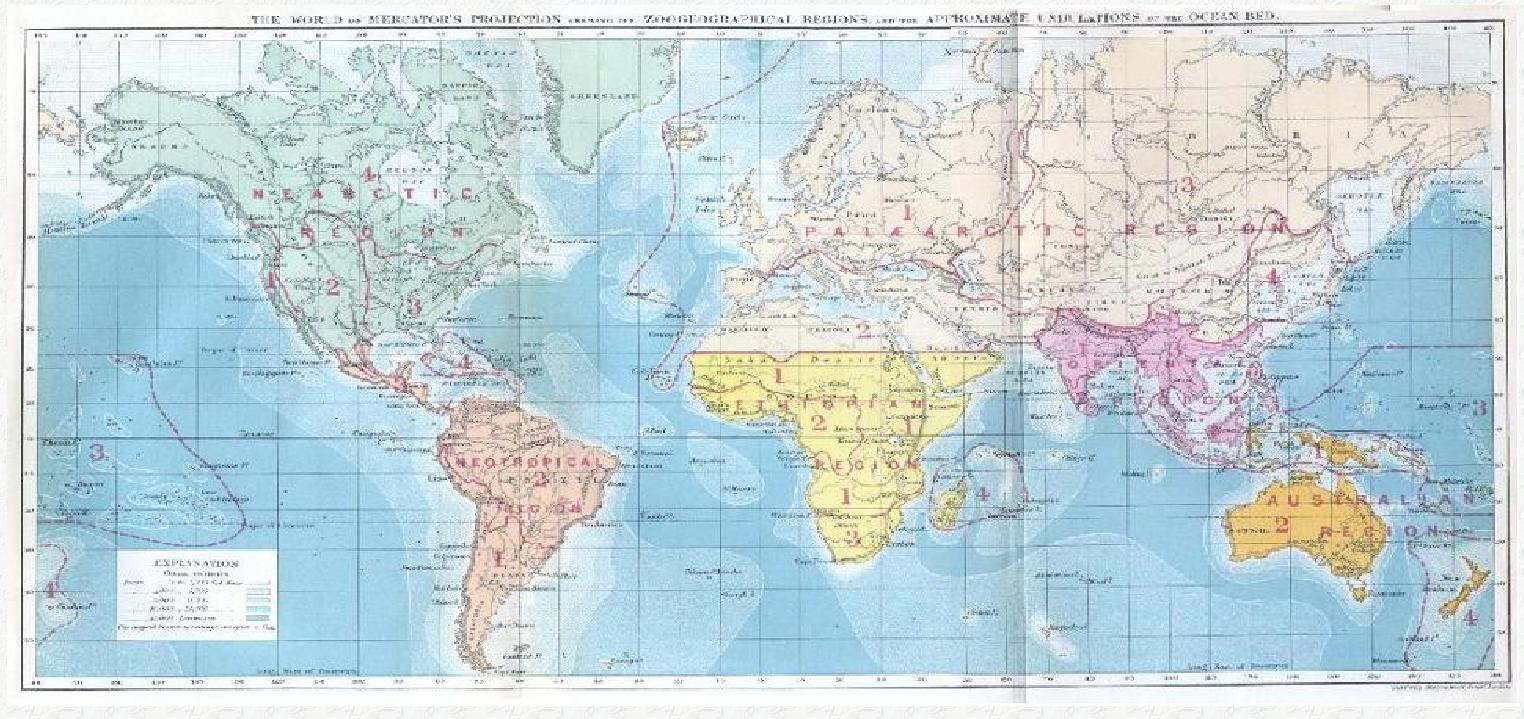
Фронтиспіс книги Альфреда Рассела Воллеса The Geographical Distribution of Animals

Правило де Кандоля — Воллеса (географічна зумовленість зміни різноманітності; Дедю, 1990) — у міру просування з півночі на південь, як правило, спостерігається збільшення видової різноманітності біоценозів. Збільшення загального біологічного різноманіття при просуванні від полюсів до тропіків пов'язане зі зростанням в цьому ж напрямі ролі біотичних факторів в організації спільнот (поліпшення умов місцеперебування збільшує значимість взаємодії видів) і зниженням ролі абіотичних (для заполярних екосистем головну роль грає екстремальність факторів середовища). Правило незалежно один від одного сформулювали Альфонс Декандоль в 1855 році і Альфред Рассел Воллес у 1859 році.
Багато переконливих прикладів, що підтверджують справедливість цього правила, можна знайти в монографії французького географа Е. Реклю (E. Reclus) «Земля. Опис життя земної кулі. Том Х. Життя на Землі» (1872).
Ще одну особливість прояву цього правила підкреслює Ю. І. Чернов (1991, с. 503), зазначаючи, що за градієнтом північ-південь у формуванні біологічного різноманіття наростає роль еволюційно більш просунутих таксонів і падає питома вага відносно примітивних груп;
|  | … Ймовірно, в самій сутності життя та його еволюції закладено те, що примітивні групи в принципі не здатні давати настільки високі рівні видового різноманіття як прогресивніші там, де для них сприятливі умови. |

Слід врахувати, що зоогеографічне районування дуже залежить від великих таксономічних груп, покладених в їх основу (Неронов и др., 1993): наприклад, значно різняться зоогеографічні поділи Земної кулі, отримані по бабках (Белышев, Харитонов, 1981, 1983) і по фауні птахів і ссавців А. Воллеса (Wallece, 1876).